# Jean de Chelles
Jean de Chelles (en activo 1258-1265) fue un escultor y arquitecto francés del siglo XIII. 
Dirigió las obras de la Catedral de Nuestra Señora de París por orden del obispo Reinaldo de Corbeil, construyendo en 1257 la puerta meridional, en la que figuran varias esculturas representando el nacimiento de Jesús, la adoración de los reyes, la huida a Egipto, la degollación de los inocentes y varios episodios de la vida de san Esteban.

## Las huellas actuales
La villa de Chelles, en la que nació alrededor del año 1200, honra su memoria dando su nombre a una calle y a una escuela y con una estatua en el parque de la memoria (del francés: Parc du Souvenir). Su hijo (¿o sobrino?) Pierre de Chelles también trabajó como cantero en Notre-Dame de París, en torno a 1300-1318, en la construcción de la buhardilla y algunas capillas ...
Emile Zola, en los trabajos preparatorios de El sueño, folio 124, escribe: "Después de la muerte de Felipe Augusto (1223), la fachada se completó. El portal sur del crucero [sic] se inició en 1257 por Jean de Chelles, albañil." 

### Estatua en el Parc du Souvenir de Chelles
La estatua dedicada en memoria de Jean de Chelles es obra del escultor Louis-Henri Bouchard (1875-1960), realizada el año 1933. Fue expuesta en el Salón de París de 1935 (n.º 3267) e instalada en el Parque de la Memoria de Chelles; una copia reducida a escala en yeso se conserva en el Museo Bouchard (HB 84 457); existen también reproducciones seriadas en bronce.